# Wilma Burgers-Gerritsen

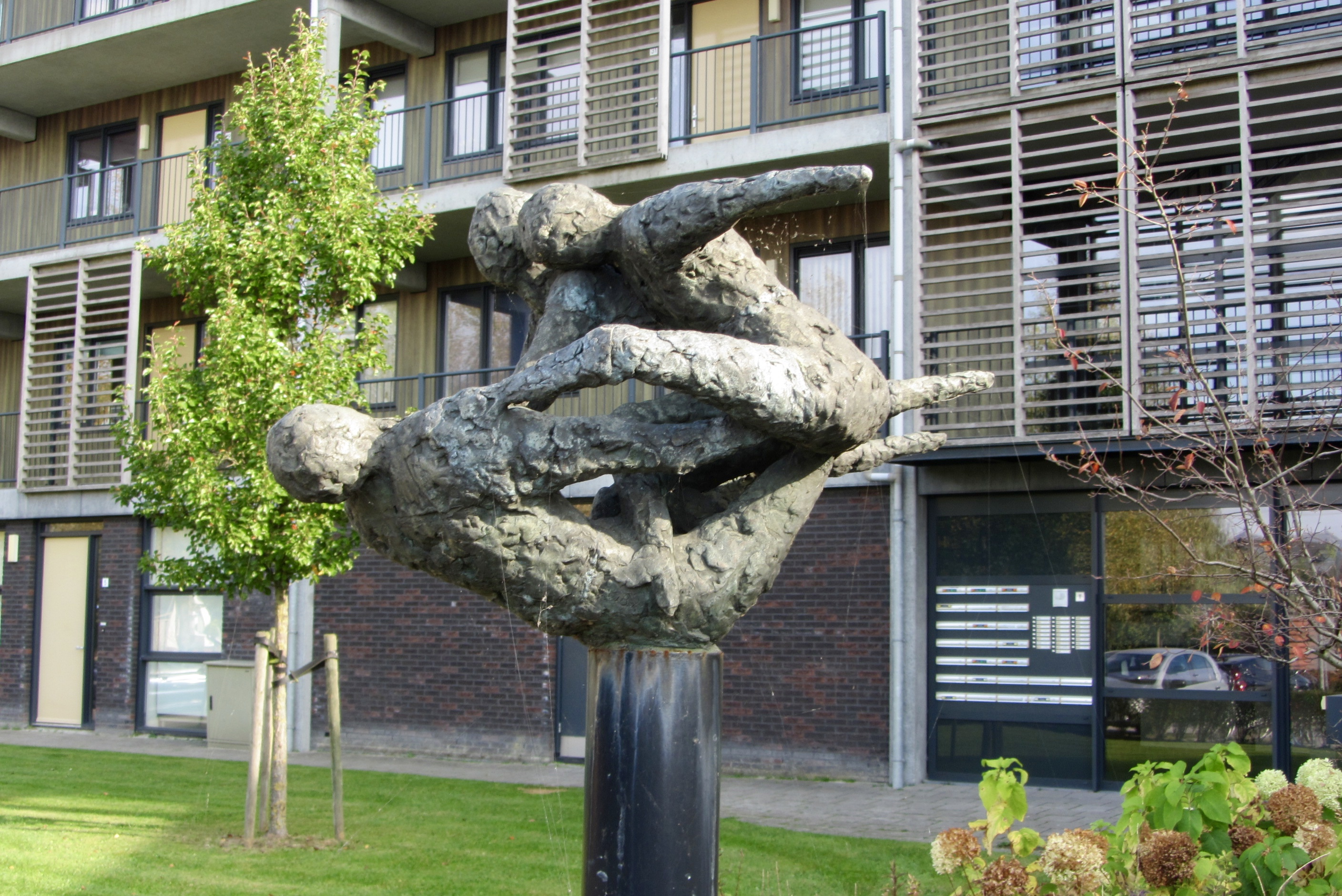
Spelende kinderen, 1965

Wilhelmina „Wilma“ Victoria Antoinette Burgers-Gerritsen (* 3. Januar 1942 in Almelo; † 19. April 1993 ebenda) war eine niederländische Bildhauerin, Zeichnerin und Textilkünstlerin.

## Leben und Werk

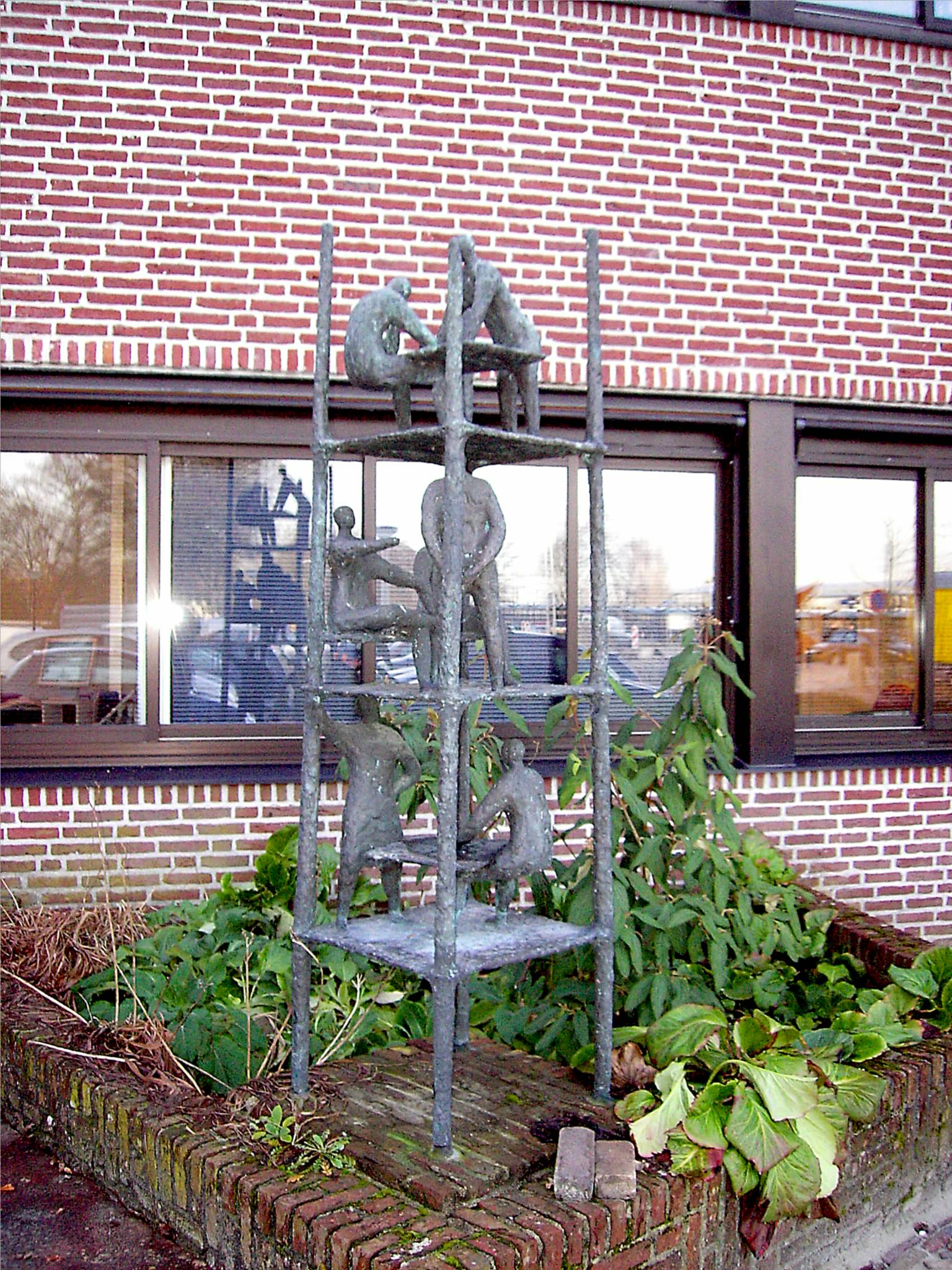
Het overleg, 1977
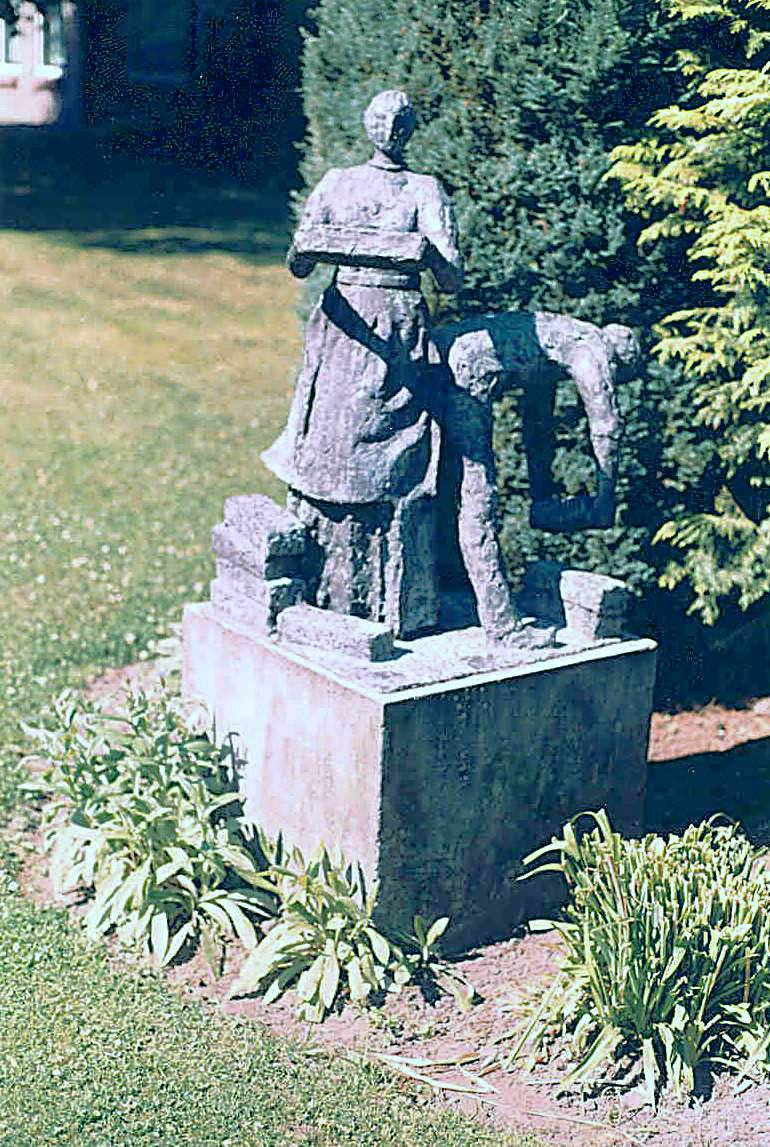
De veengravers, 1979

Wilma Burgers-Gerritsen wurde 1942 in Almelo geboren. Ihre Eltern waren der Handelsreisende Gustaaf Adolf Gerritsen und Janna Kuijt, die 1937 geheiratet hatten. Sie wurde an der ArtEZ Academie voor Art & Design Enschede ausgebildet und lebte und arbeitete im Anschluss hauptsächlich in Almelo. 1964 heiratete sie H.J. Burgers, und lebte kurzfristig in Amsterdam.
1965 wurde Wilma Burgers-Gerritsen bei der Vergabe des Geraert ter Borchprijs der Provinz Overijssel mit einer ehrenvollen Erwähnung ausgezeichnet, verbunden mit einem Preisgeld von 200 Gulden. 1966 stellte sie Plastiken und Zeichnungen im Stadthaus von Almelo aus und bezog 1967 ein neues Atelier in der Herengracht in Almelo. 1974 zog sie nach Leeuwarden, kehrte aber später nach Almelo zurück, wo sie 1993 starb.
Wilma Burgers-Gerritsen schuf vielfach im Auftrag Bronzeskulpturen, die im öffentlichen Raum aufgestellt wurden. Dabei bevorzugte sie Tierskulpturen und Menschendarstellungen. Obwohl ihre Arbeiten keine Details zeigen, bleiben sie immer figurativ. Neben Skulpturen und Kleinplastiken aus Bronze fertigte sie Kohlezeichnungen, Landschaftsaquarelle, Wanddekorationen aus textilen Materialien und Wandteppiche.

## Werke im öffentlichen Raum (Auswahl)
- 1965: Met elkaar stoeiende kinderen, Wite Mar, Leeuwarden
- 1967: Pauw, Jan Janslaan, Almelo[7]
- 1976: Fassadensteim mit Ibissen, Ibisstraat/Mezenstraat, Leeuwarden (nicht erhalten)
- 1977: Het overleg, Stationsstraat, Achtkarspelen
- 1979: De veengravers, Compagnonsweg/Meester Lokstraat, Ravenswoud, Ooststellingwerf